# Vasiṣṭha

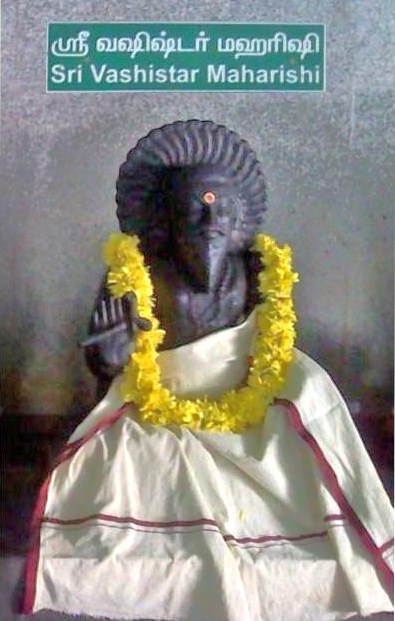
Idolo di Vasiṣṭha

Vasiṣṭha (in sanscrito वसिष्ठ, con grafia inglese Vasishtha; in thailandese Vasit) è, nella mitologia induista, uno dei Saptaṛṣi (sette grandi saggi) nel settimo Manvantara. Secondo il Rigveda, la madre di Vasiṣṭha era l'apsara chiamata Urvaśī, ed il padre la coppia di dei maschili Mitra–Varuṇa, anche se il successivo Bhāgavata Purāṇa lo descrive come nato dalla mente di Brahma. Possedeva la vacca sacra Kamadhenu e suo figlio il vitello Nandini che potevano concedere privilegi ai loro proprietari. Arundhati, una figlia di Dakṣa, era la moglie di Vasiṣṭha.

## Opere attribuite
Vasiṣṭha, uno dei nove Prajāpati si ritiene sia stato l'autore principale del Mandala 7 del Rigveda. Vasiṣṭha e la sua famiglia sono glorificati in RV 7.33, esaltando il loro ruolo nella battaglia dei dieci re, facendo di lui l'unico mortale, oltre al re Bhava, ad avere un inno Rigvedico a lui dedicato. Un altro trattato a lui attribuito è Vāsiṣṭha Saṁhitā, un libro sul sistema Vedico di astrologia elettiva. Egli è il primo membro della Rishi Parampara dell'Advaita Guru parampara.

## Altre attestazioni
Vasiṣṭha ricorre in molte storie popolari. In particolare nel Rāmāyaṇa appare come saggio di corte del re Daśaratha, padre di Rama. Il testo racconta anche della sua rivalità con il saggio Viśvāmitra.